# Municipio de Manchester (Nueva Jersey)
El municipio de Manchester (en inglés: Manchester Township) es un municipio ubicado en el condado de Ocean  en el estado estadounidense de Nueva Jersey. En el año 2010 tenía una población de 43,070 habitantes y una densidad poblacional de 200 personas por km².

## Geografía
El municipio de Manchester se encuentra ubicado en las coordenadas 39°58′18″N 74°20′23″O / 39.97167, -74.33972.

## Demografía
Según la Oficina del Censo en 2000 los ingresos medios por hogar en el municipio eran de $29,525 y los ingresos medios por familia eran $43,363. Los hombres tenían unos ingresos medios de $41,181 frente a los $30,523 para las mujeres. La renta per cápita para la localidad era de $22,409. Alrededor del 5.5% de la población estaba por debajo del umbral de pobreza.